# Cytochrome

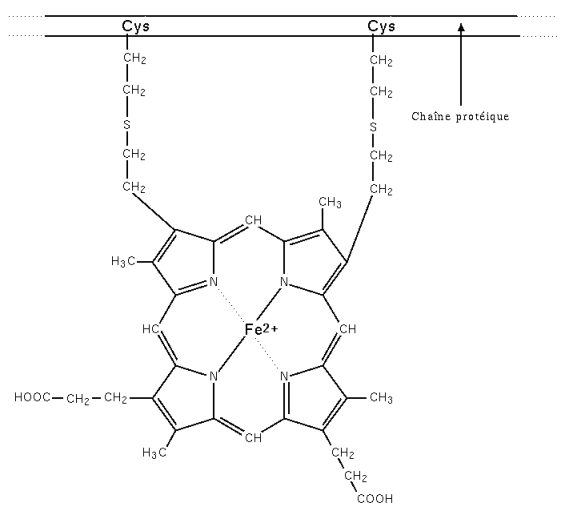
Un exemple de cytochrome : le cytochrome c.

Les cytochromes sont des coenzymes intermédiaires de la chaîne respiratoire. Ils ont comme caractéristique commune d'être constitués d'une porphyrine complexée avec un atome de fer ou de cuivre. C'est ce dernier qui confère au coenzyme ses propriétés oxydoréductrices en changeant de valence.
Le couple oxydant/réducteur est le suivant : {\displaystyle {\rm {Fe^{2+}\leftrightarrow Fe^{3+}+e^{-}}}}
Les noyaux porphyrine sont fixés par des liaisons covalentes à la partie protéique des cytochromes (voir figure).

## Typologie
- Cytochrome a
- Cytochrome a3
- Cytochrome b
- Cytochrome b5
- Cytochrome c
- Cytochrome c1
- Cytochrome f
- Cytochrome P450